# Railway Clearing House
Das Railway Clearing House (RCH) wurde am 2. Januar 1842 in London eröffnet. Es war ein Clearing-Büro für Rechts- und Tariffragen zwischen den zahlreichen privaten Eisenbahngesellschaften, die damals den britischen Eisenbahnmarkt bedienten.

## Aufgaben

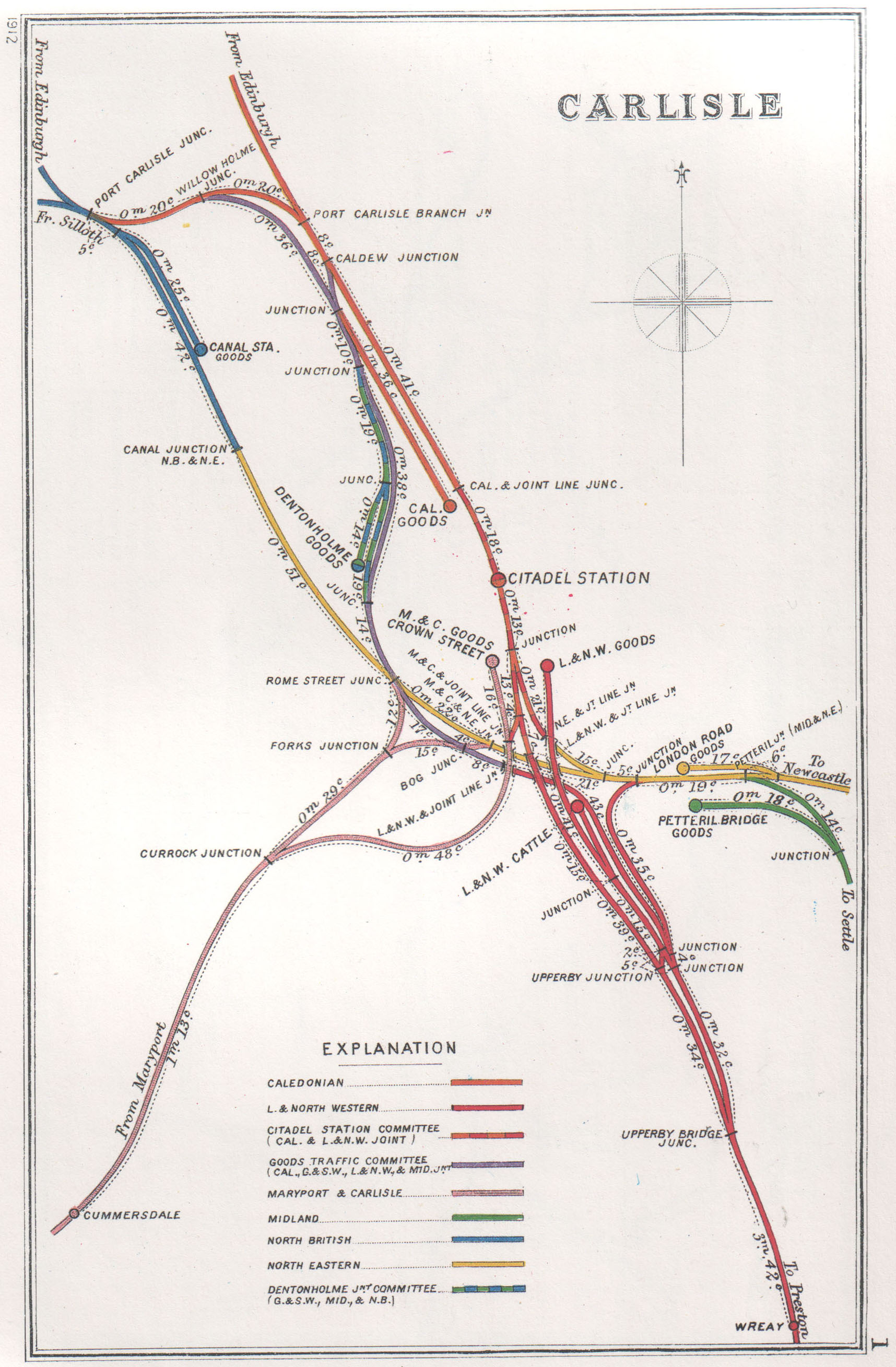
Railway Junction Diagram, Streckenkarte für Carlisle

Das Railway Clearing House verrechnete die Fahrkarten, die die einzelnen Eisenbahngesellschaften über die Strecken anderer Bahngesellschaften ausstellten. Die Erfindung der Edmondsonschen Fahrkarte war dafür ein wichtiger Meilenstein.
Weiter wurden durch das Railway Clearing House wichtige Standards für den Eisenbahnbetrieb festgelegt, beispielsweise die
- allgemeine Verbindlichkeit der Greenwich Mean Time für die Eisenbahnen, die sogenannte „Eisenbahnzeit“, am 22. September 1847[1]
- technische Normierung aller Art, z. B. von
  - Wagen – so war ein RCH-wagon ein Güterwagen, der die entsprechenden Standards aufwies und so auf alle angeschlossenen Eisenbahnen übergehen konnte
  - Kabel und Anschlüssen für die elektrische Zugbeleuchtung
  - Wendezugeinrichtungen
  - Signalisierung

Das Railway Clearing House gab die Railway Junction Diagrams heraus, thematische Streckenkarten, die die Verbindungsstrecken und -anschlüsse zwischen den verschiedenen Gesellschaften maßstabsgetreu und mit genauen Entfernungsangaben aufzeigten, womit die Abrechnung von entfernungsbasierten Tarifen möglich bzw. erleichtert wurde.

## Gründung
Gründende Gesellschaften waren:
- London and Birmingham Railway
- London and South Western Railway
- die Gesellschaften, die 1844 die Midland Railway bildeten
  - Midland Counties Railway
  - Birmingham and Derby Junction Railway
  - North Midland Railway
- Manchester and Leeds Railway
- die Gesellschaften, die 1854 die North Eastern Railway bildeten
  - Leeds and Selby Railway
  - Hull and Selby Railway
  - York and North Midland Railway
  - Great North of England Railway

Schon bis Ende Dezember 1845 hatten sich folgende weitere Gesellschaften angeschlossen:
- Birmingham and Gloucester Railway
- Chester and Birmingham Railway
- Grand Junction Railway und deren Partner:
  - North Union Railway
  - Liverpool and Manchester Railway
- Lancaster and Preston Railway
- Manchester and Birmingham Railway
- Newcastle and Carlisle Railway

1850 waren bereits 21 Gesellschaften assoziiert. Dies entsprach mehr als 56 Prozent des britischen Streckennetzes. 1850 wurde dem Railway Clearing House durch Gesetz von 25. Juni (The Railway Clearing Act) eine rechtliche Basis verliehen, die den Einzug von Schulden von einer anderen Bahngesellschaft erleichterte.
Was für eine umfassende Koordination der britischen Eisenbahngesellschaften noch fehlte, waren die Great Western Railway und die Gesellschaften, die die Strecken südlich von London betrieben.

## Betrieb
Das Railway Clearing House begann seine Arbeit am 2. Januar 1842. Es bestand zunächst nur aus wenigen kleinen Büroräumen, die die London and Birmingham Railway gegenüber ihrem Londoner Kopfbahnhof Euston Railway Station in der später „Drummond Street“ genannten Straße ebenso wie die Start-Finanzierung zur Verfügung stellte. Die schnelle Erweiterung ihres Tätigkeitsfeldes und der Mitglieder führten schon 1849 zu einem Umzug in die Seymour Street (heute: Eversholt Street). Dort blieben die Büroräume bis zur Auflösung des Railway Clearing House 1948.
Das Railway Clearing House war vereinsähnlich konstituiert. Die Kosten des Betriebs teilten sich die Mitglieder nach der Anzahl der Bahnhöfe (ohne Kopfbahnhöfe) im Eigentum der jeweiligen Gesellschaft. Die Umlage betrug zunächst 5 Pfund pro Bahnhof – später auf 2 Pfund ermäßigt – zuzüglich einer Pauschale.
Mit der Verstaatlichung der Eisenbahnen in Großbritannien 1948 zu British Rail war eine externe Institution der Art des Railway Clearing House nicht mehr erforderlich. Ihre Aufgaben wurden nun interne Aufgaben von British Rail.

## Gegenwart
Nach der Reprivatisierung von British Rail in 25 Eisenbahnverkehrsunternehmen lebte das Bedürfnis nach einer Einrichtung ähnlich dem Railway Clearing House wieder auf. Die entsprechenden Aufgaben werden heute von der Rail Delivery Group und insbesondere ihrer Tochterorganisation Rail Settlement Plan wahrgenommen.